# Mosquée Osmanli
Pour les articles homonymes, voir Mosquée des Turcs.
La mosquée Osmanli (dites aussi mosquée des Turcs) est un édifice religieux musulman français, situé à Nantes, en Loire-Atlantique. Elle est gérée par l'« Association Culturelle Turque de Nantes ». Ce complexe architectural, constitué d'une mosquée, d'un bâtiment pour les ablutions et d'un bâtiment culturel, a été créé par l'agence d'architecture In Situ AC&V dirigée par Pierrick Beillevaire.

## Localisation

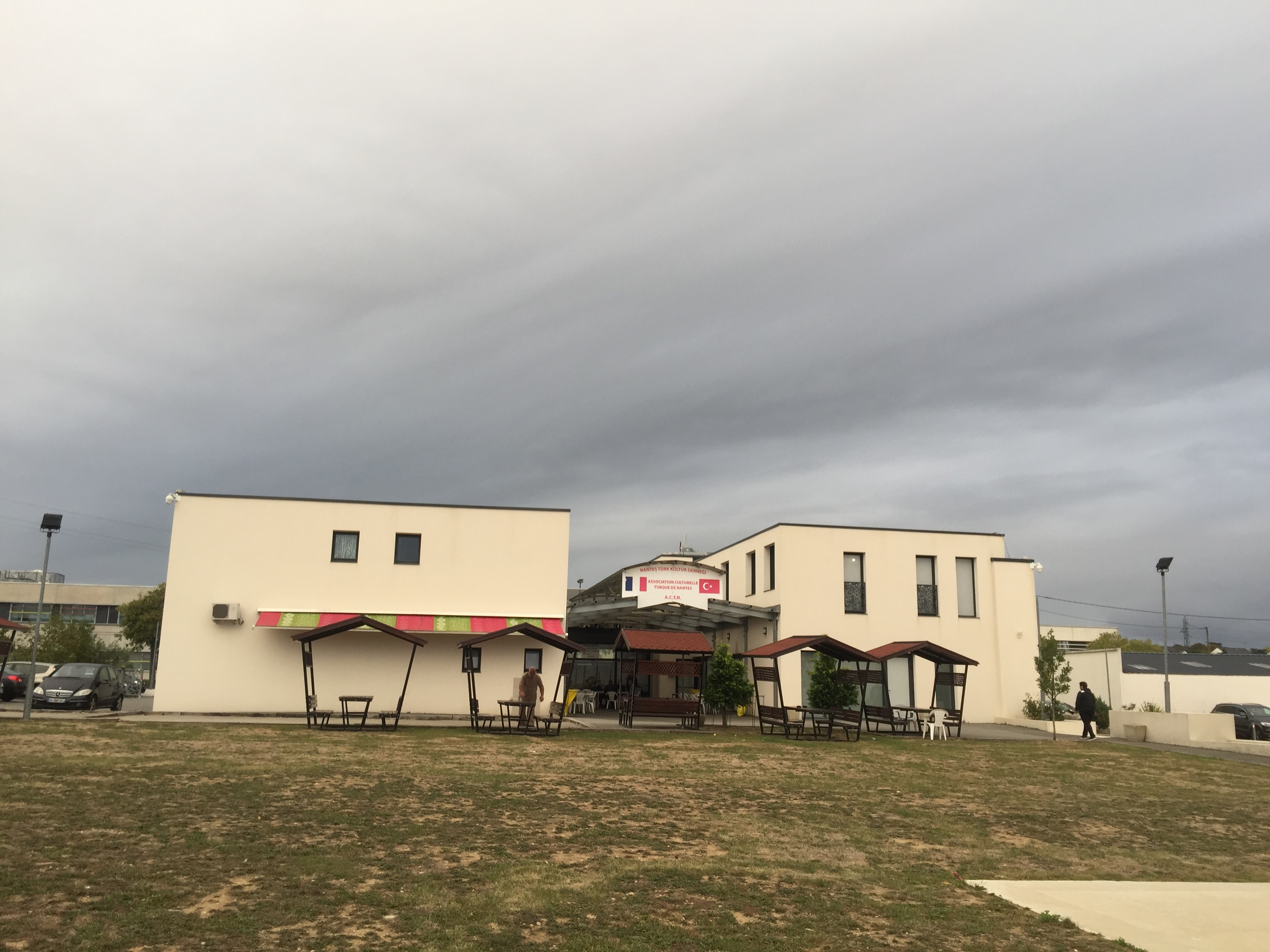
Entrée du centre culturel de l'Association Culturelle Turque de Nantes, photographie, 2019.

Elle est située au no 21 bis boulevard du Bâtonnier-Cholet dans le quartier Bellevue - Chantenay - Sainte-Anne. Construite au sein d'une ZAC, cette mosquée prend place dans un environnement bâti composé principalement d'entrepôts et d'usines. Du pont de Cheviré, seul le minaret est perceptible entre les hangars d'activités commerciales et industrielles. Néanmoins, une transition libre et douce est permise par une bande végétale entre le boulevard et le bâtiment culturel.

## Histoire
À la suite de la demande de construction d'un lieu cultuel en 2003 auprès du maire de Nantes Jean-Marc Ayrault, la ville de Nantes autorise cette association à construire une mosquée. Les terrains proposés par la mairie de Nantes se situent sur la Zone d’Aménagement Concerté (ZAC) de Montplaisir. Sont érigés trois bâtiments entre 2005 et 2010 sur une parcelle appartenant à l'association.

## Architecture et arts
L'architecture de la mosquée Osmanli fait la synthèse d'éléments historiques et contemporains. Le président de l’ACTN (Association Culturelle Turque de Nantes) gérant la construction, Murtaza Karagür, affirme que l’objectif a été de créer une mosquée contemporaine avec des aspects modernes et des références historiques. Notamment, l'architecture et la décoration ont été influencées par l’art seldjoukide d’Anatolie et de l’art ottoman. Ces deux types d’art sont considérés comme faisant partie de l’histoire de l’art turque.
- Plan

La mosquée présente une surface hors œuvre nette (SHON) de 1 750 m2, pour une hauteur de 20 m. L'ensemble architectural comporte également un centre culturel attenant à la mosquée, disposant d'un café turc, d'une petite épicerie et d'une bibliothèque.
S'inscrivant dans un carré de seize mètres par seize mètres, la salle de prière se développe dans un volume régulier et homogène. Cette utilisation d’un plan carré est inspirée des plans des mosquées seldjoukides d’Anatolie et des salles de prières ottomanes. Un des exemples est la mosquée Dolmabahçe, édifiée à Istanbul par l’architecte Garabet Balyan à la demande de la sultane validé Bezmi Alem entre 1853 et 1855, présentant un plan de forme carrée. Ce plan carré est aussi utilisé dans d'autres mosquées contemporaines, comme la mosquée Şakirin d’Istanbul, élaborée par les architectes Hüsrev Tayla et Zeynep Fadıllıoğlu et inaugurée en 2009.
La mosquée Osmanli, composée d’une salle de prière ayant une forme carrée est accessible via deux entrées, une donnant au rez-de-chaussée, et une à la salle en mezzanine au second niveau. Toute la structure est maintenue par des murs porteurs en béton armée.
Une des modernités visibles au sein de la mosquée Osmanli est la coupole. La coupole ne repose pas sur des pendentifs ou sur des trompes. Elle est maintenue par des poteaux horizontaux formant un carré. Elle est apposée diagonalement au centre de la salle de prière.
- Extérieur

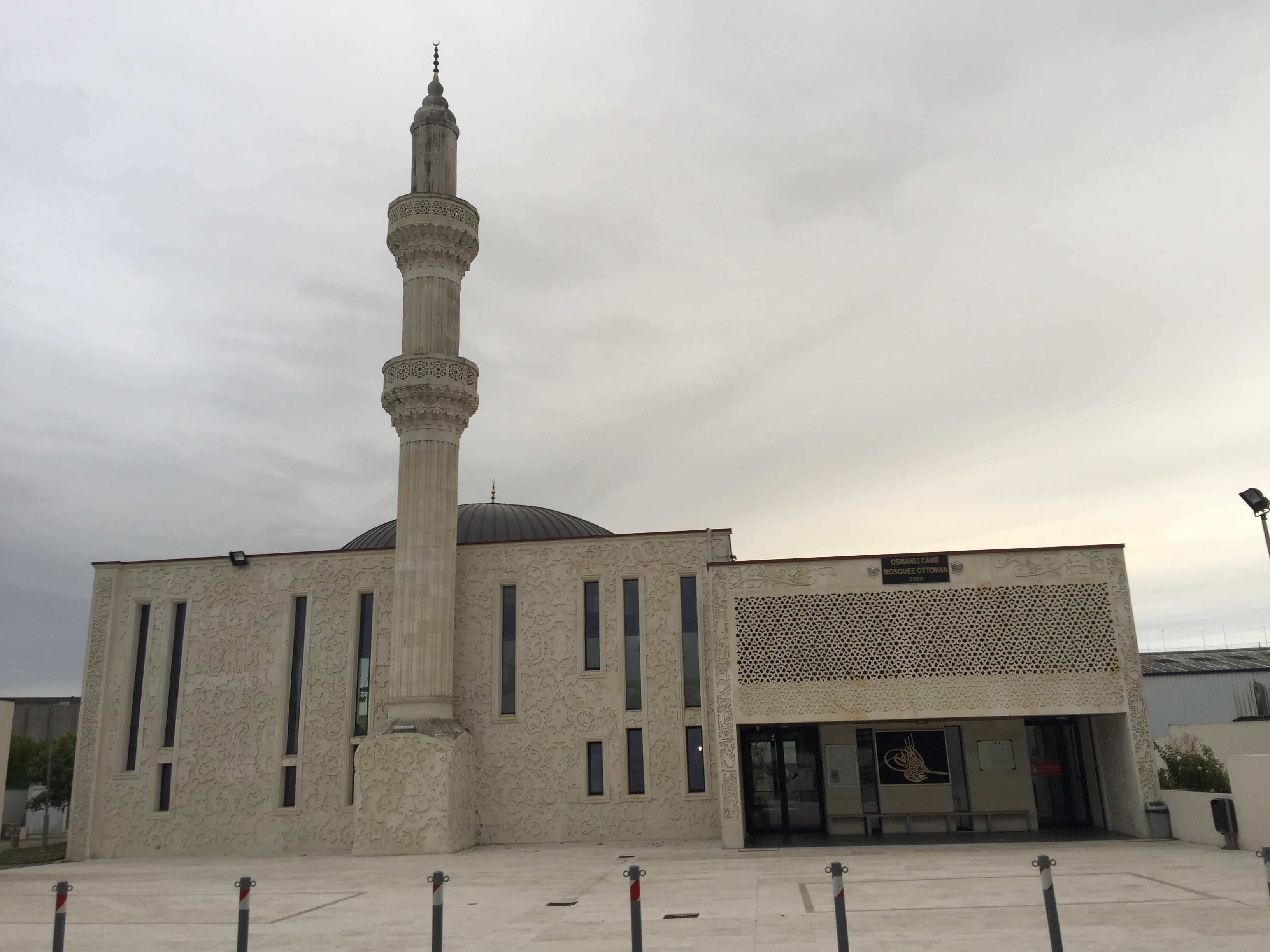
La façade principale de la Mosquée Osmanli de Nantes, photographie, 2019.

L'entrée est dotée d'un portail en fer forgé aux ornements traditionnels. Les façades sont en béton banché. Les façades sud, ouest et est de la mosquée, ne donnant pas accès à la salle de prière, ont un aspect brut, tout comme le bâtiment culturel. La façade nord est recouverte de pierres calcaires de Bayburt (Turquie). Ces panneaux de pierres sont collés et agrafés sur le mur de béton par l’artisan les ayant sculptées, le propriétaire de la carrière, Cabir Türkmen. Cet usage s’inspire des mosquées seldjoukides d’Anatolie et des mosquées ottomanes invariablement érigées en pierre. Sur ce revêtement, sont repris des motifs seldjoukides d'Anatolie et ottomans. Ils sont travaillés par l'architecte afin d'apporter une touche moderne. Des motifs végétaux en hauts reliefs tels que des tulipes et des roses sont représentés sur le revêtement en pierre. Le damassé français du XVIIe siècle et le décor sculpté des mosquées seldjoukides d’Anatolie sont ici repris redessinés et retraduits afin d’obtenir une nouvelle expression.
Le minaret est placé sur la façade nord de la mosquée, dans l'axe vertical au boulevard. Il est construit en pierre autour d'une armature métallique. L'apparence de ce minaret est semblable aux minarets ottomans comme celui de la mosquée Süleymaniye d'Istanbul édifiée par l'architecte Mimar Sinan entre 1550 et 1557.
La mosquée Osmanli possède un seul dôme pour une seule salle de prière comme la mosquée Yeşil d’Iznik construite entre 1378 et 1391. Le dôme est construit avec l'emploi du coffrage en béton qui est projeté sur une coque en bois, en acier et en fer et un revêtement en cuivre gris.
- Intérieur

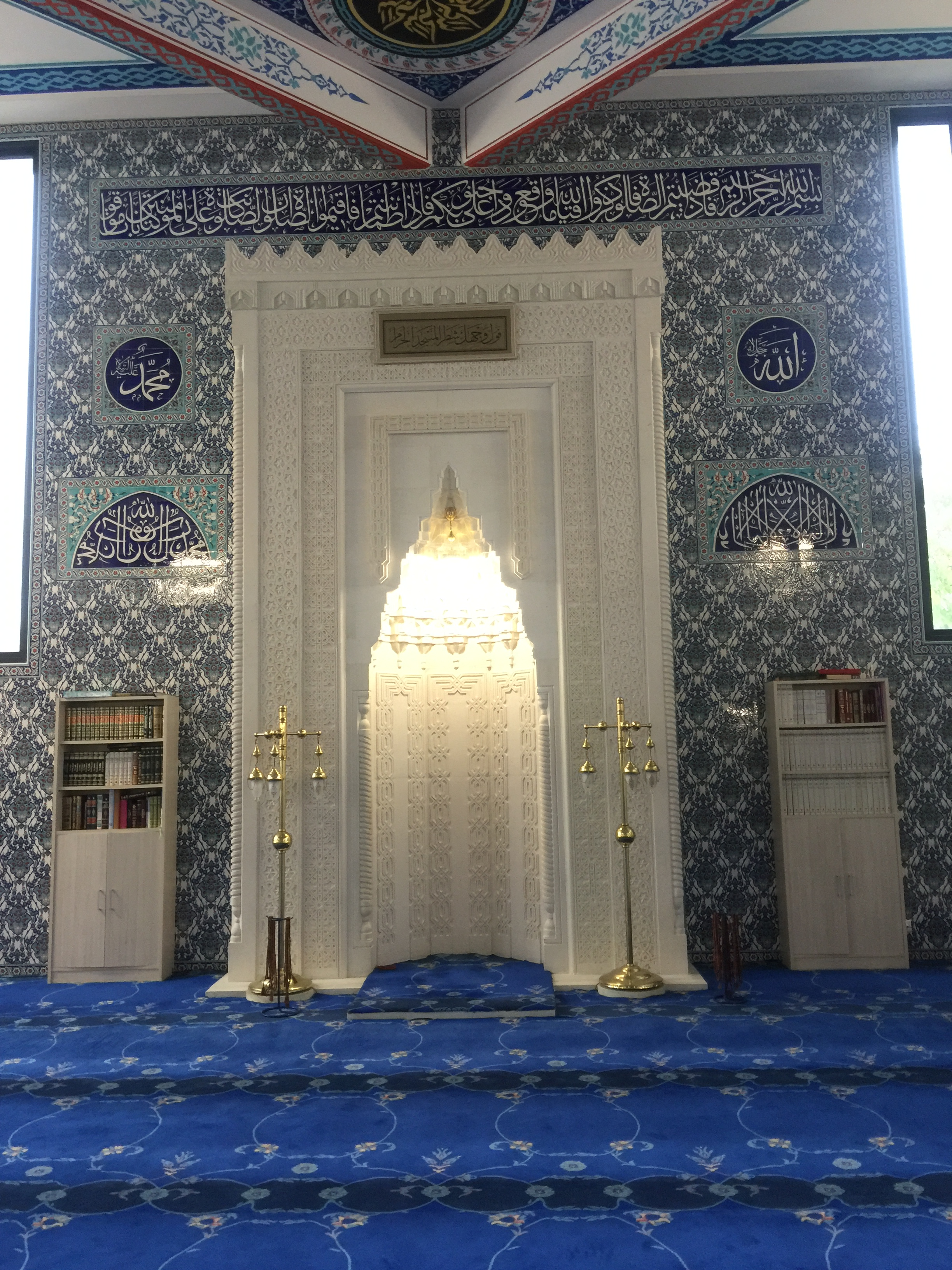
Mihrab de la Mosquée Osmanli de Nantes, photographie, 2019.

La mosquée Osmanli contient au sein de sa salle de prière les équipements typiques d'un lieu de culte musulman : un mihrab, un minbar, un siège de prêche et un espace de müezzin en pierre. Ces éléments liturgiques sont décorés de motifs seldjoukides d'Anatolie et ottomans repris et remaniés.
De forme rectangulaire, le mihrab en pierre se situant dans l’axe du mur de la Qibla, est accolé à ce mur. Présentant un décor sculpté géométrique et à muqarnas, ce mihrab contemporain reprend le décor stylistique des mihrabs seldjoukides d’Anatolie (mosquée Alâeddin de Niğde, située en Turquie et construite en 1223) et des mihrabs ottomans (la vieille mosquée d’Edirne, édifiée entre 1402 et 1414 par l’architecte Konyalı Hacı Alâaddin).
Le minbar de la mosquée Osmanli est créé du même matériau que le mihrab : la pierre blanche. Ce pupitre, positionné à droite du mihrab, se compose d’un escalier conduisant à une petite plate-forme couronnée d’un baldaquin. Un passage en arc brisé permet de passer d’un côté à l’autre. La forme générale du mihrab de la mosquée Osmanli ressemble beaucoup au mihrab de la mosquée de Pertev Mehmet Pacha d’Istanbul, réalisée entre 1572 et 1580 par l’architecte Mimar Sinan en Turquie pour le vizir Pertev Mehmet Pacha. Le minbar de la mosquée Osmanli est ajouré avec des motifs géométriques composés de polygones enchevêtrés dont les côtés et les diagonales s’entrecoupent ou coïncident.
Les murs de la salle de prière, au rez-de-chaussée et à l’étage, sont recouverts de çini d'Iznik présentant des motifs végétaux et calligraphiques. Le mur de la Qibla est entièrement vêtu de céramique. La coupole, les murs et le dessous de la salle de mezzanine sont décorés de calligraphies islamiques peintes.

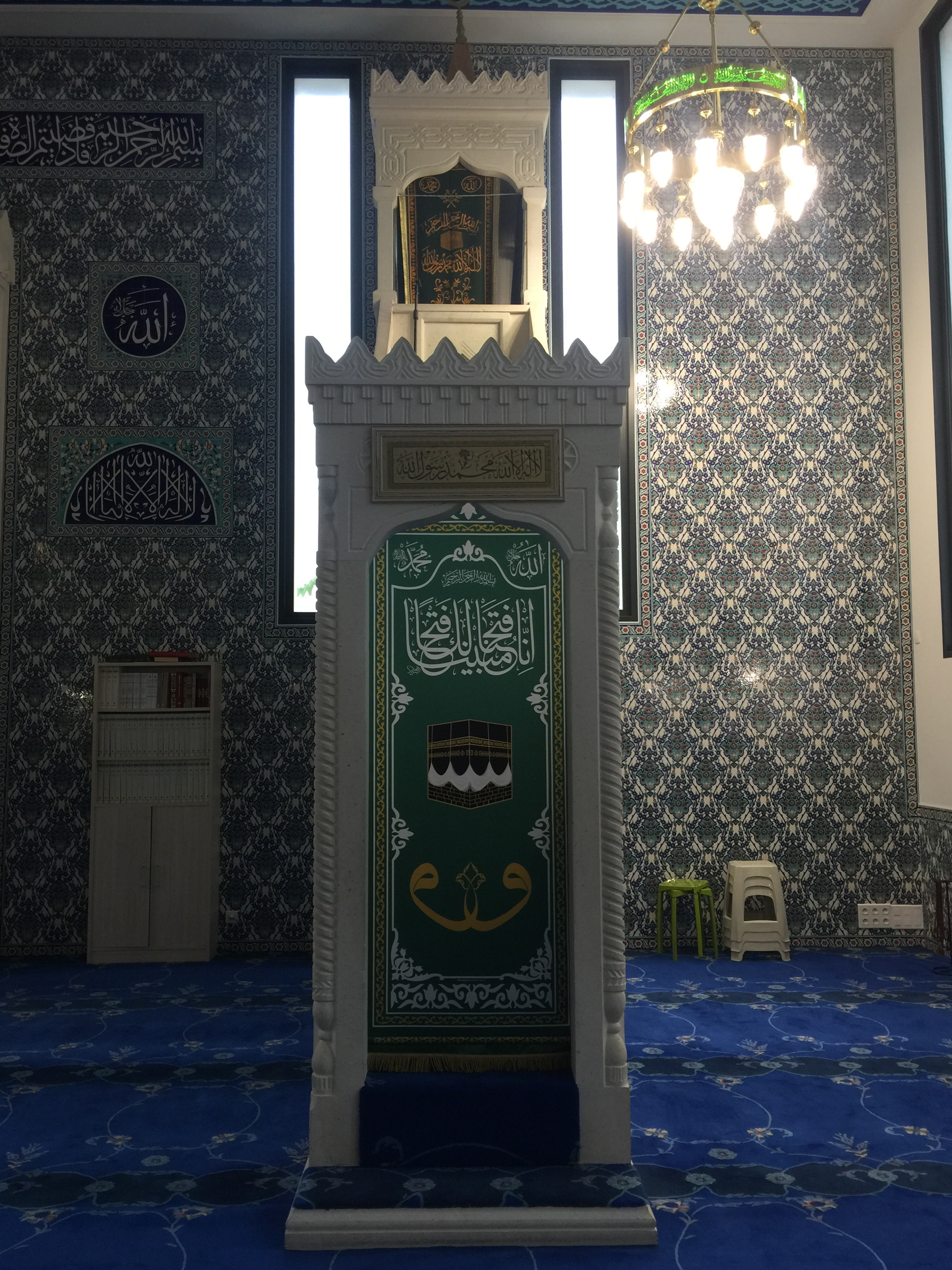
Minbar de la mosquée Osmanli de Nantes, photographie, 2019.

Une importance est donnée au traitement de la lumière par la combinaison de l'éclairage naturel et de l'éclairage artificiel. Les fenêtres « dormantes » disposées en longueur offrent un éclairage naturel à la mosquée. De la lumière artificielle est apportée par des lustres importés d'Istanbul. En mettant en relation l’extérieur et l’intérieur, la lumière de la mosquée Osmanli est dynamique. La salle de prière, baignée d’une lumière diaphane, laisse percevoir les changements lumineux extérieurs par une série de fenêtres fines et verticales rythmant le volume de la salle et reprenant le principe des gouttes d’eau, percement traditionnel de l’architecture ottomane. Cependant, la forme des fenêtres est totalement différente de celles des mosquées ottomanes. La mosquée Yeşil de Bursa bâtie entre 1419 et 1421 par l'architecte Hacı İvaz Pacha possède des fenêtres rectangulaires ajourées. Avec ces fenêtres modernes dans la mosquée Osmanli, une lumière douce et élégante est préférée pour installer une ambiance lumineuse propice à la sérénité que réclame la salle. Le travail de la lumière est un point essentiel au sein de l’In Situ AC&V. Par exemple, la halle de la Madeleine, qui se situe au cœur du quartier des Olivettes au sein de la ZAC de la Madeleine-Champs de Mars à Nantes, a été reconstruit par l’In Situ AC&V entre 2018 et 2019 pour le cabinet Lefeuvre. Des jeux de lumière naturelle avec des formes polygonales et des matériaux divers font naître une sensation d’ouverture.
Au sein de la mosquée Osmanli, l'architecte a cherché à obtenir une ambiance architecturale particulière. L'ambiance est définie comme les « éléments et dispositifs physiques qui font une ambiance » et comme une « atmosphère matérielle et morale qui environne un lieu, une personne ». L'unicité est créée par la décoration, l'atmosphère lumineuse et sonore. Cependant, cette atmosphère est perçue de manière différente selon le visiteur.

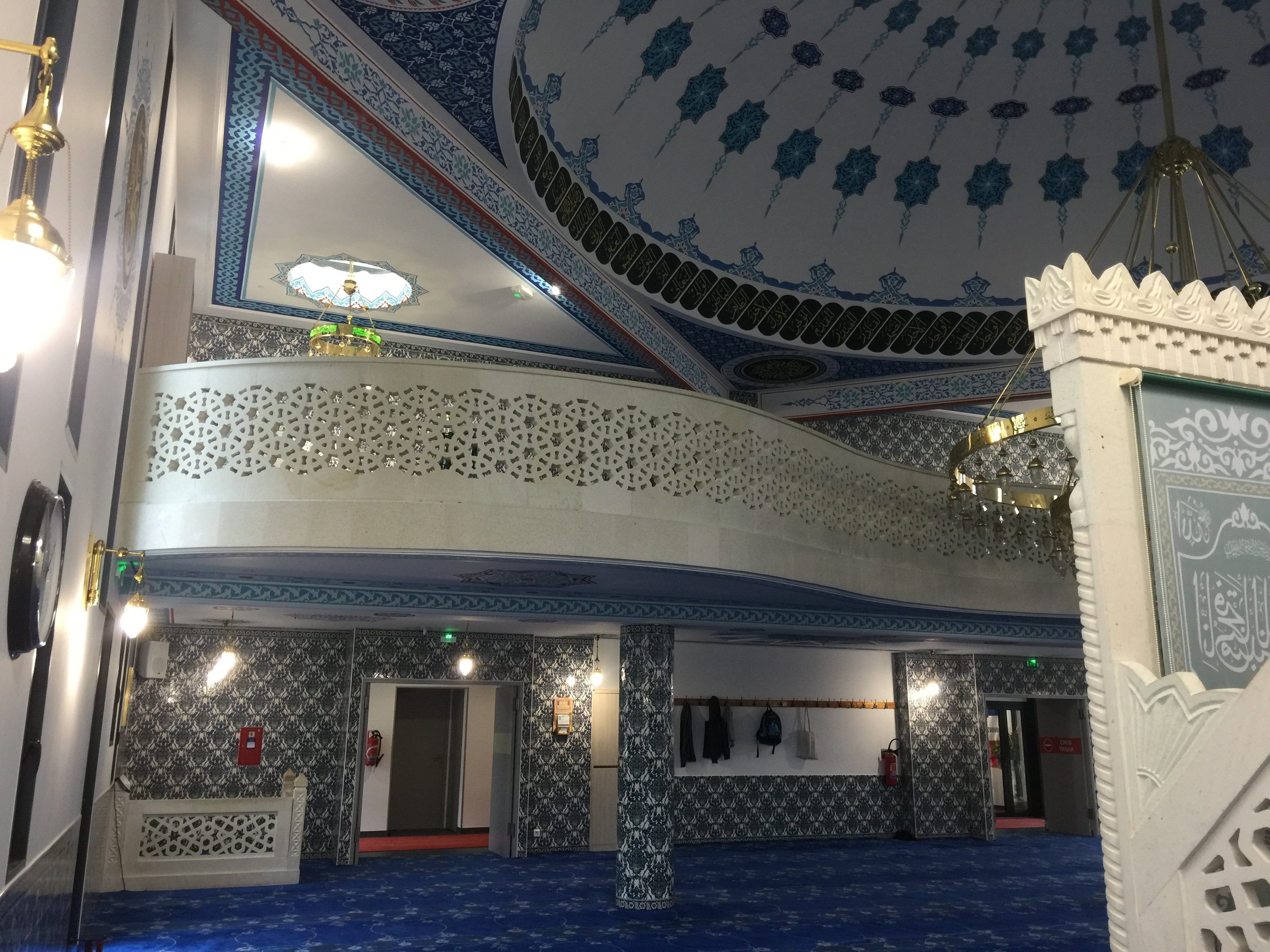
Rez-de-chaussée et salle en mezzanine de la Mosquée Osmanli de Nantes, photographie, 2019.